# Pseudolysimachion rotundum
Pseudolysimachion rotundum là một loài thực vật có hoa trong họ Mã đề. Loài này được (Nakai) Holub miêu tả khoa học đầu tiên năm 1967.